# Хенгсберг
Хенгсберг (нем. Hengsberg) — коммуна в Австрии, в федеральной земле Штирия. 
Входит в состав округа Лайбниц.  Население составляет 1398 человек (на 1 января 2001 года). Занимает площадь 17,68 км². Современные границы коммуна имеет с 1970 года.

## Населённые пункты
- Флюссинг (138) с Кляйнфлюссингом
- Хенгсберг (205)
- Кельсдорф (129)
- Комберг (194) с Фрошбергом и Вореггом
- Кюберг (98) с Гуглицем
- Лайтерсдорф (126)
- Мацельсдорф (149) с Липпмихлем и Шацмюле
- Шенберг-ан-дер-Ласниц (170)
- Шрёттен-ан-дер-Ласниц (284) с Хофбауэром, Хольцбауэром и Вольфом

## Политическая ситуация
Бургомистр коммуны — Манфред Рехбергер (АНП).
Совет представителей коммуны (нем. Gemeinderat) состоит из 15 мест.
- АНП занимает 9 мест.
- СДПА занимает 3 места.
- АПС занимает 2 места.
- независимые: 1 место.